# عبد الحميد القيرواني
أبو محمد عبد الحميد بن محمد القيرواني المعروف بابن الصّائغ (تُوفي سنة 486 هـ) فقيه مالكي، أدرك أبا بكر بن عبد الرحمن وأبا عمران الفاسي، وتفقه بأبي حفص العطار وابن محرز وآخرون.